# Яковский сельсовет (Нижегородская область)
Рожковский сельсовет — сельское поселение в Сосновском районе Нижегородской области. Административный центр — село Яковское.

## История
Статус и границы сельского поселения установлены Законом Нижегородской области от 15 июня 2004 года № 60-З «О наделении муниципальных образований - городов, рабочих посёлков и сельсоветов Нижегородской области статусом городского, сельского поселения».
Законом Нижегородской области от 28 августа 2009 года № 137-З сельские поселения Барановский сельсовет и Яковский сельсовет объединены в сельское поселение Яковский сельсовет.

## Население
| 2002 | 2010  | 2012 | 2013 | 2014 | 2015 | 2016 |
| ---- | ----- | ---- | ---- | ---- | ---- | ---- |
| 1266 | ↘1011 | ↘996 | ↘963 | ↘951 | ↘944 | ↘941 |
| 2017 | 2018  | 2019 | 2020 | 2021 |      |      |
| ↘937 | ↘931  | ↘919 | ↗936 | ↘668 |      |      |

## Состав сельского поселения
| №  | Населённый пункт | Тип населённого пункта       | Население |
| -- | ---------------- | ---------------------------- | --------- |
| 1  | Бараново         | село                         | ↘392      |
| 2  | Батуриха         | деревня                      | ↘83       |
| 3  | Горки            | деревня                      | ↘6        |
| 4  | Драчево          | деревня                      | ↘13       |
| 5  | Захарово         | деревня                      | ↘25       |
| 6  | Искадьево        | деревня                      | ↘8        |
| 7  | Красное          | деревня                      | ↘3        |
| 8  | Лушниково        | деревня                      | ↘0        |
| 9  | Пашигорьево      | село                         | ↘15       |
| 10 | Пияичное         | деревня                      | ↘45       |
| 11 | Полянское        | деревня                      | ↘3        |
| 12 | Турково          | деревня                      | ↘23       |
| 13 | Яковское         | село, административный центр | ↘395      |